# Werner Peplowski
Werner Peplowski (* 4. Januar 1944 in Dresden) ist ein ehemaliger deutscher Funktionär des Freien Deutschen Gewerkschaftsbunds (FDGB). Er war von 1985 bis 1990 Vorsitzender des Zentralvorstandes der Industriegewerkschaft (IG) Druck und Papier im FDGB sowie Präsident des Ständigen Komitees der Gewerkschaften der Grafischen Industrie.

## Leben
Werner Peplowski, Sohn eines Kaufmanns, besuchte die Grund- und Oberschule und erwarb das Abitur. Er absolvierte eine Lehre als Werkzeugmacher und studierte an der Pädagogischen Hochschule Potsdam (PH) mit dem Abschluss als Diplomlehrer für Biologie und Grundlagen der landwirtschaftlichen Produktion. Peplowski war Mitglied der Freien Deutschen Jugend (FDJ) und ab 1964 der Sozialistischen Einheitspartei Deutschlands (SED). Er leistete einen 18 Monate währenden Wehrdienst als Grenzsoldat der Nationalen Volksarmee (NVA). 1968 wurde er 1. Sekretär der FDJ-Grundorganisation (GO) der PH Potsdam. 1972 wurde er an der Sektion Polytechnik der PH zum Dr. paed. promoviert. Anschließend war er dort zwei Jahre als Hochschullehrer  und  als stellvertretender Sekretär der SED-Hochschulparteileitung tätig. Nach dem Studium an der Parteihochschule der KPdSU in Moskau 1976/77 war er bis 1980 Sekretär der SED-Hochschulparteileitung an der PH Potsdam. Von 1980 bis 7. Januar 1984 fungierte er  als Sekretär für Wissenschaft, Volksbildung und Kultur der SED-Kreisleitung Potsdam-Stadt (Nachfolger von Paul Holland). Von Januar 1984 bis März 1985 übte er die Funktion des Sekretärs für Arbeit und Recht in der Gewerkschaft Unterricht und Erziehung aus. Am 19. März 1985 wurde er zum Vorsitzenden der Industriegewerkschaft (IG) Druck und Papier gewählt und am 27. März 1985 als Mitglied in den FDGB-Bundesvorstand kooptiert.
Peplowski wurde 1985 Präsident des „Ständigen Komitees der Gewerkschaften der Grafischen Industrie“, das seinen Sitz in Ost-Berlin hatte. Auf der VI. Internationalen Konsultativkonferenz der Gewerkschaften der Grafischen Industrie in Sofia  am 29. Mai 1986 wurde er erneut zum Präsidenten des Ständigen Komitees gewählt.
Im Dezember 1989 wurde er Vorsitzender des Vorbereitungsausschusses für den außerordentlichen FDGB-Kongress im Januar 1990. Zuvor hatte er den damaligen FDGB-Vorsitzenden  Harry Tisch in einen Brief zum Rücktritt aufgefordert. Als Kandidat für den neuen FDGB-Vorsitz unterlag er am 1. Februar 1990 Helga Mausch. Auf der außerordentlichen zentralen Delegiertenkonferenz im März 1990 wurde er als Vorsitzender der IG Druck und Papier bestätigt. Anschließend war er an der Überführung der Industriegewerkschaft Druck und Papier der DDR in die IG Medien heute ver.di der Bundesrepublik und an der Liquidation des FDBG beteiligt. Nach einer Zeit der Arbeitslosigkeit fand er 1991 in der Nähe von Köln eine Anstellung als Kaufmann und Freier Handelsvertreter. Peplowski lebt mit seiner Familie wieder in Potsdam.

## Schriften
- Nichts bleibt unterm Schnee verborgen. Verlag Klaus-D. Becker, Potsdam 2016, ISBN 978-3-88372-148-4.
- Streuobst. Bornstedter Feldgeschichten. Verlag Klaus-D.Becker, Potsdam 2018, ISBN 978-3-88372-166-8.
- Vom Hafer gestochen. Kurzgeschichten. Verlag Klaus-D.Becker, Potsdam 2022, ISBN 978-3-88372-328-0.